# Metamorphosis (Gert Emmens)
Metamorphosis is het veertiende muziekalbum van Gert Emmens en zijn twaalfde voor Groove Unlimited. Gedurende de periode dat hij bezig was met zijn trilogie Nearest Faraway Place sleutelde hij ook aan Metamorphosis. Dat sleutelen kan hier zowel letterlijk als figuurlijk geïnterpreteerd worden, want het album is opgenomen met analoge synthesizerapparatuur. Dat levert voor de liefhebbers van vroege elektronische muziek uit de beginjaren 70, veel herkenningspunten op, zoals de Elka Solist chromatic version (stringsynthesizer), de Moog, Minimoog en de ARP-sequencer en ARP Pro Solist. Die laatste is bekend vanwege het feit dat Tony Banks van Genesis hem veel gebruikte in die dagen. Emmens gebruikte (waarschijnlijk onbedoeld) bij zijn melodievorming af en toe loopjes, die Banks ook speelde (zeer korte fragmenten van I know what I like (in your wardrobe) zijn te horen). 
Laila Quraishi (Cadenced Haven) verzorgde het boekwerkje.

## Musici
- Gert Emmens – synthesizers, elektronica

## Muziek
Alle van Emmens

| Nr. | Titel                 | Duur  |
| --- | --------------------- | ----- |
| 1.  | Stratagem of morality | 14:13 |
| 2.  | Collision             | 17:55 |
| 3.  | Empathy               | 7:07  |
| 4.  | Emotive disparity     | 2:26  |
| 5.  | Pace of voyage        | 15:36 |
| 6.  | Opaque divergence     | 16:06 |